# Metal Moon
『Metal Moon』（メタル・ムーン）は、BLANKEY JET CITYのミニ・アルバム。1993年12月1日に東芝EMIから発売された。

## 概要
BJC唯一のミニ・アルバム。「鉄の月」はアルバム表題曲にあたる。
前作『C.B.Jim』から短い期間でのリリースが迫られ、レコーディング前半は浅井が低迷。しかしその後ロンドンで満足のいくクオリティでアルバムを完成させ、メンバーの大きな自信となった。土屋昌巳のアイディアをベースに制作され、「おまえが欲しい」等、それまでのBJCには無い曲群が完成した。中村達也のお気に入りの一枚で、「もちろん自分たちのアルバムは全部好きだけど『Metal Moon』は完成した音源を聞いた時に鳥肌がたった」と語っている。

## 収録曲
| 全作詞・作曲: 浅井健一、全編曲: BLANKEY JET CITY・土屋昌巳。 |                      |          |            |      |
| #                                                            | タイトル             | 作詞     | 作曲・編曲 | 時間 |
| 1.                                                           | 「おまえが欲しい」   | 浅井健一 | 浅井健一   | 3:22 |
| 2.                                                           | 「Sweet Milk Shake」 | 浅井健一 | 浅井健一   | 2:52 |
| 3.                                                           | 「Orange」           | 浅井健一 | 浅井健一   | 5:07 |
| 4.                                                           | 「脱落」             | 浅井健一 | 浅井健一   | 5:18 |
| 5.                                                           | 「綺麗な首飾り」     | 浅井健一 | 浅井健一   | 5:34 |
| 6.                                                           | 「鉄の月」           | 浅井健一 | 浅井健一   | 7:25 |
| 合計時間:                                                    | 合計時間:            | 29:38    |            |      |

### 楽曲解説
1. おまえが欲しい
ライブでは、オープニングS.Eとして使用される事が多く、直に演奏される事があまりない。
2. Sweet Milk Shake
後のベスト・アルバム『Blankey Jet City 1991-1995』に収録される。
3. Orange
4. 脱落
5. 綺麗な首飾り
後のベスト・アルバム『THE SIX』と『Blankey Jet City 1991-1995』に収録される。
6. 鉄の月